# Кошта-Нова-ду-Праду
Кошта-Нова-ду-Праду (порт. Costa Nova do Prado), или Кошта-Нова — морской курорт на северном побережье Португалии. Фасады зданий курорта оформлены узкими цветными линиями, причём для каждого дома использован свой цвет.
Название это место получило по имени рыбацкой деревни, история которой берёт начало в XVIII веке. Кошта-Нова известна как место производства керамической посуды.

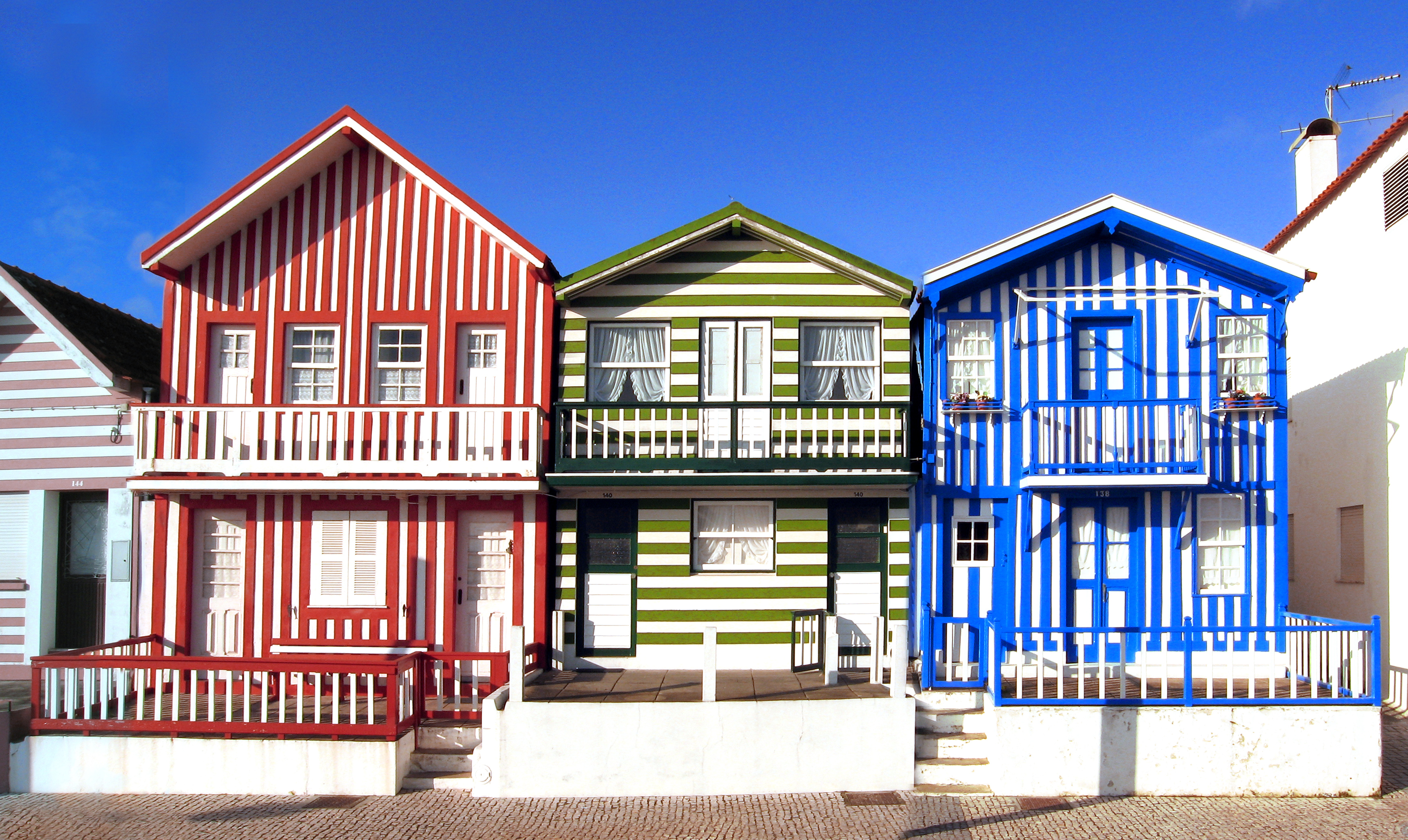
Знаменитые дома Palheiros

Морской курорт был открыт в 1808 году. Курорт расположен в северной части Кошта-да-Прата («Серебряный берег»), в 12 км к северу от Ильяву, в 11 км к западу от Авейру и немного южнее другого курорта в этом районе, Praia da Barra.
Кошта-Нова знаменита пляжами, каждый год привлекающими виндсёрферов.